# ソ連邦建設
『ソ連邦建設』（ソれんぽうけんせつ）とは、1930年から1941年まで基本的に月刊で刊行されていた、ソ連の対外宣伝向けプロパガンダ・グラフ雑誌。第一次五ヶ年計画の成果を内外に知らしめることを目的として創刊された国策宣伝誌である。ソビエト連邦政府主導の強力な宣伝機構のもと、マクシム・ゴーリキー（1868年 - 1936年）らの手により創刊されたソビエト連邦の唯一の機関誌であった。
グラフ雑誌として優れてはいたが印刷・製本はかなり粗雑な造りであった。なお、ドイツのソビエト侵攻の影響により1941年に刊行が一時中断し1949年に復刊、1950年には『Soviet Union』と名称を変えて発刊するも同年に終刊。全体で何号刊行されたのか現在も定かではない。
露英独仏西の5か国語版で刊行され、その順にタイトルは、
- （ロシア語） - СССР НА СТРОЙКЕ（SSSR NA STROIKE、エスエスエスエル・ナ・ストロイケ）
- （英語） - USSR in Construction
- （ドイツ語） - USSR im Bau
- （フランス語） - URSS en construction（L'URSS en construction、と冠詞がつく場合もある）
- （スペイン語） - URSS en construcción

である。なお、この雑誌の題名は日本語において、『建設のソ連邦（建設のUSSR）』、『ソ連建設』、などと訳出されることもある。
美術的な観点からは
- エル・リシツキー
- アレクサンドル・ロトチェンコ
- ニコライ・トローシン（Nikolai Troshin, Николай Степанович Трошин, 1897年 - 1990年）
- マックス・アルパート（Max Alpert, Макс Альперт, Макс Владимирович Альперт, Максим Владимирович Альперт, 1899年 - 1980年）
- ジョン・ハートフィールド
- ソロモン・テリンガーテル（Соломон Бенедиктович Телингатер, Solomon Telingater, 1903年（トビリシ, Тифлис） - 1969年（モスクワ））
- ヴァルヴァーラ・ステパノーヴァ（Варвара Федоровна Степанова, Varvara Fedorovna Stepanova、1894年 - 1958年）

らが編集者や写真家として参加し、写真、特にフォトモンタージュを積極的に用いた大胆なレイアウトにより、宣伝的効果を最大限にするような工夫がなされている。
その他に、次のような写真家も参加したとされる。
- セミョン・フリードランド（Семён Осипович Фридлянд, Semion Fridliand, 1905年 - 1964年）
- ゲオルギー・ペトルソフ（Георгий Петрусов, Георгий Г. Петрусов, Georgy Petrusov, 1903年 - 1971年）
- ドミトリー・デバボフ（Дмитрий Дебабов, Дмитрий Г. Дебабов, Dmitry Debabov, 1901年 - 1949年）
- アルカディー・シャイヘト（Аркадий Шайхет, Аркадий С. Шайхет, Arkady Shaikhet, 1898年 - 1959年）
- ボリス・イグナトヴィッチ（Борис Всеволодович Игнатович, Борис В. Игнатович, Boris Ignatovich, 1899年-1976年）
- ゲオルギー・ゼルマ（Георгий Зельма, Георгий А. Зельма, Georgy Zelma, Georgii Zelma, 1906年-1984年）
- アナトーリー・スクリーヒン（Анатолий Скурихин, Анатолий В. Скурихин, Anatoly Skurikhin, Anatolii Skurikhin, 1900年-1990年）

アメリカの『LIFE』、『LOOK』など、他国の雑誌に与えた影響も大きく、特に、日本の雑誌『FRONT』は、極めて強い影響を受けた原弘らのアートディレクションのもと、この『ソ連邦建設』の日本版を目指し制作された。
日本において、『ソ連邦建設』を中心に取り上げた研究文献はなく、エル・リシツキー、FRONT、原弘等に関する文献において、副次的に取り上げられているのみである。今後の、綜合的・網羅的な紹介が待たれる。